# Banja (distrikt i Bulgarien, Blagoevgrad)
Banja (bulgariska: Баня) är ett distrikt i Bulgarien.   Det ligger i kommunen Obsjtina Razlog och regionen Blagoevgrad, i den sydvästra delen av landet, 90 kilometer söder om huvudstaden Sofia.
Trakten runt Banja består till största delen av jordbruksmark. Runt Banja är det ganska glesbefolkat, med 43 invånare per kvadratkilometer.